# Іджеван (винний завод)
Винно-коньячний завод «Іджеван» (вірм. Իջևանի գինու-կոնյակի գործարան) — провідний виробник алкогольних напоїв у марзі Тавуш, місті Іджеван. Заснований у 1951 році. Розташований на вулиці Єрджанян, 9, Іджеван.

## Історія

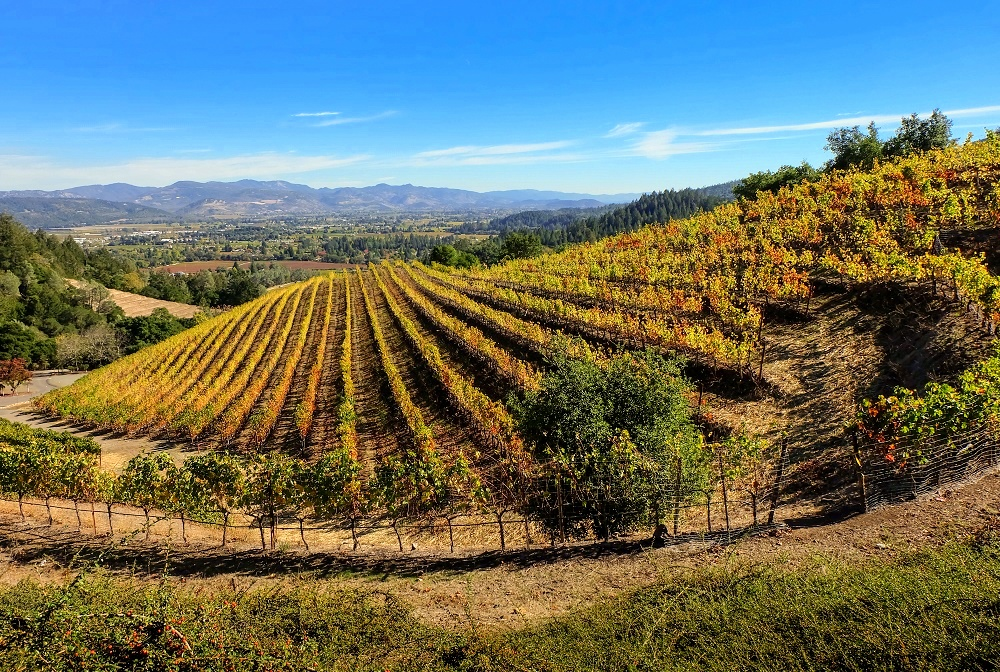
Іджеванські виноградники

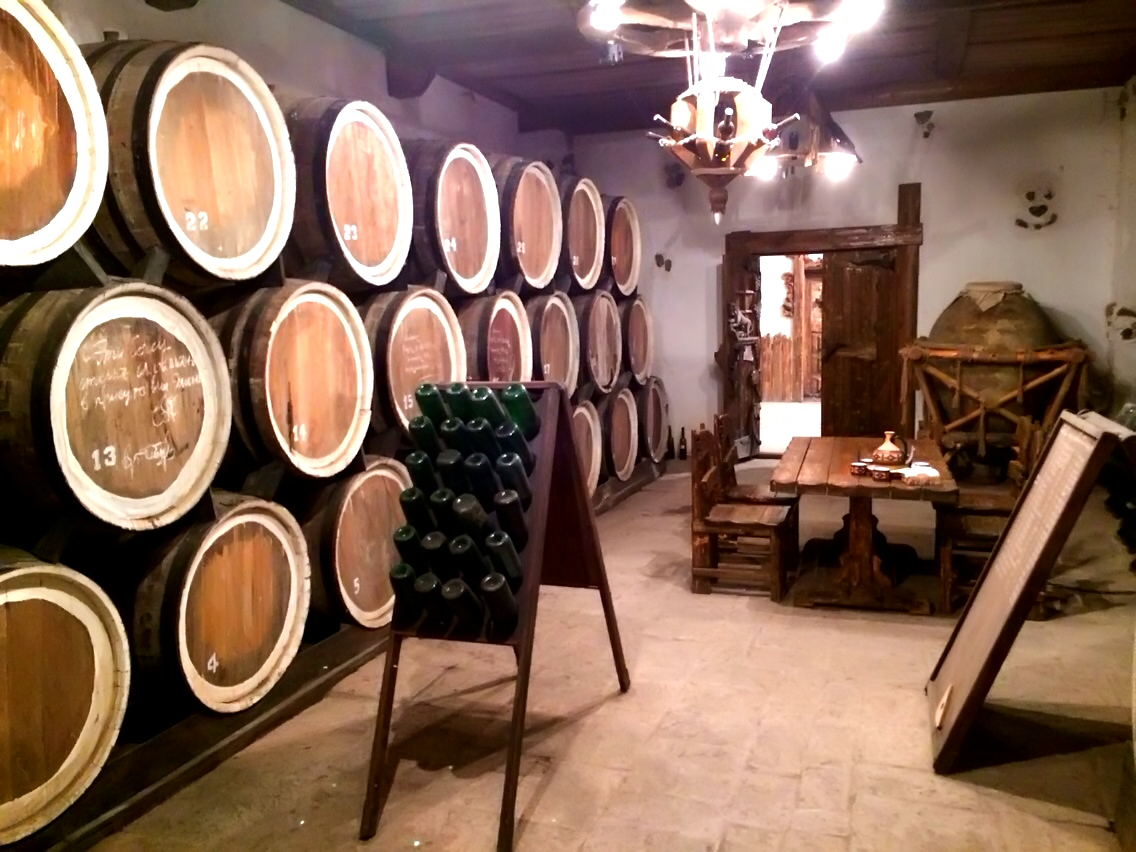
Винні погреби виноробні «Іджеван»

Сучасне виноградарство у регіоні Тавуш розпочалося в 1950-х роках. Винно-коньячний завод «Іджеван» створений у 1951 році для вирощування винограду, що вирощується на більш ніж 3000 гектарах виноградників у долині річок Агстев і Спітак. Спочатку фабрика виробляла різні види вин, коньяків та шампанського. На той час фабрика не мала лінії розливу, тому вся розливна продукція відправлялася до Єревана. За радянських часів продукція фабрики Іджеван продавалася в різних республіках СРСР.
Розпад Радянського Союзу дав поштовх приватизації заводу в 1996 році та перетворення його в товариство з обмеженою відповідальністю. Завод оснащений сучасним розливом, проведені роботи з реконструкції та розширення. Велика частина продукції заводу експортується до Росії, США, Естонії, Латвії, Канади, Литви.

## Товари і бренди

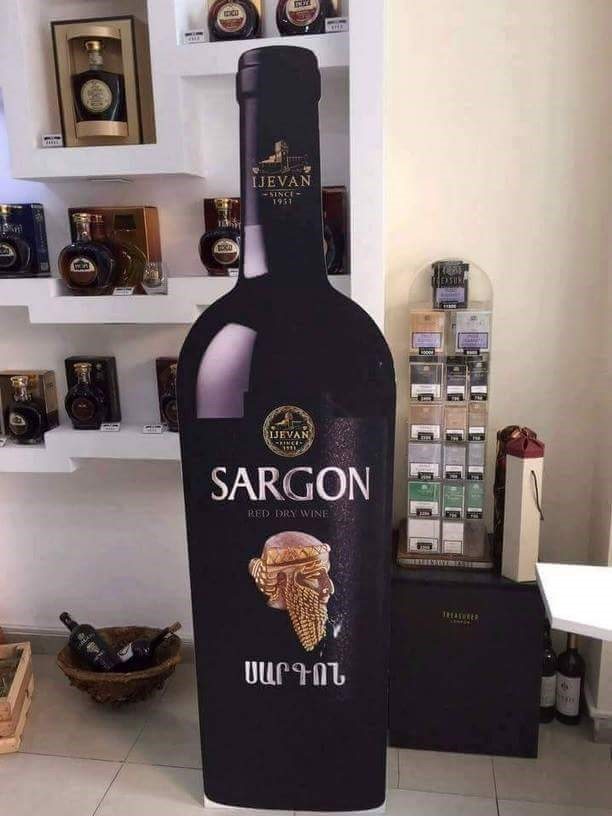
Саргон, червоне сухе вино, назване на честь Саргона, засновника Аккадської держави

Нині завод виробляє вино, фруктові вина, ігристі вина, коньяк, фруктову горілку, а також соки.
Винний завод «Іджеван» постачає на ринок різноманітні червоні й білі, сухі, напівсухі вина та спиртні напої. Компанія має ряд фруктових вин, серед яких гранат, ожина, граб, айва, троянда та вишня.
Прозора біла фруктова горілка, яку виробляє «Іджеван», виготовляється з кукурудзи, абрикоса, шовковиці та винограду.